# 一宮市立宮西小学校
一宮市立宮西小学校（いちのみやしりつ みやにししょうがっこう）は、愛知県一宮市にある公立小学校。2019年度の児童数は596名、教職員数は40名。

## 沿革
1873年（明治6年）時点では、現在の一宮市中心部には5つの学校（知命校、精勤校、自修校、相勘校、博習校）が存在したという（どの学校が現在のどの小学校に該当するかは断定できないが、仮校舎として、自修は剣正寺、相勘は地蔵堂、博習は浄心寺を使用しており、これらの寺院は宮西小学校校区に存在。）。統合や分離を繰り返しており、整備が完了したのは1909年（明治42年）のことである。この際第一から第四の4つの尋常高等小学校が設立されており、宮西小学校は一宮第一尋常高等小学校が前身である。愛知県道150号を挟んで北東側のはす向かいには愛知県立一宮商業高等学校がある。
- 1909年（明治42年）4月1日 - 一宮第一尋常高等小学校を設立。
- 1914年（大正3年）4月1日 - 一宮第一尋常小学校に改称。
- 1923年（大正12年） - 講堂が完成。
- 1941年（昭和16年） - 一宮市第一国民学校に改称。
- 1945年（昭和20年）
  - 7月28日 - 一宮空襲で全焼。
  - 9月 - 第三国民学校で授業を行う。
- 1947年（昭和22年）4月1日 - 一宮市立第一小学校に改称。仮校舎が完成。
- 1948年（昭和23年）10月1日 - 現在の一宮市立宮西小学校に改称。
- 1950年 - 校舎が完成。
- 1967年（昭和42年）3月9日 - 校歌制定。（作詞：上原猛、作曲：鶴原国夫）
- 1983年（昭和58年）10月18日 - アメリカ合衆国のチャールズ・アプソン小学校と姉妹校提携。
- 1984年（昭和59年）1月19日 - 学校のマスコットを「羊」に決定。

## 通学区域
- 一宮字郷西、一宮字郷前、一宮字神明、一宮字神明北、一宮字神明東、一宮字中小島、一宮字中島裏、一宮字中島北、一宮字中島東、一宮字西小島、一宮字西小島裏、一宮字八幡裏、一宮字東島西、乾町、大宮1-5丁目、小栗町、音羽1-3丁目、北神明町1-4丁目、九品町3・4丁目、栄1丁目の一部、栄2丁目の一部、三丹町、常願通1-3丁目、杉戸町3丁目、中島通1丁目の一部、中島通2丁目の一部、中島通3・4丁目、中島通5丁目の一部、長島町1-5丁目、西島町1-5丁目、文京1丁目の一部、文京2丁目の一部、北丹町本町1丁目の一部、本町2丁目の一部、真清田1丁目の一部、真清田2丁目、水落町、宮西通7・8丁目[1]。

## 進学先中学校
- 一宮市立北部中学校

## 周辺施設
- 愛知県立一宮商業高等学校
- 真清田神社
- 一宮警察署
- 大宮公園
- 野黒公園

## 出身者
- 谷一夫 - 一宮市長（1999年-2015年）。